# Maryborough Airport (flygplats i Australien, Queensland)
Maryborough Airport är en flygplats i Australien. Den ligger i kommunen Fraser Coast och delstaten Queensland, omkring 220 kilometer norr om delstatshuvudstaden Brisbane.
Närmaste större samhälle är Maryborough, nära Maryborough Airport. 
Omgivningarna runt Maryborough Airport är en mosaik av jordbruksmark och naturlig växtlighet. Runt Maryborough Airport är det ganska glesbefolkat, med 23 invånare per kvadratkilometer. Genomsnittlig årsnederbörd är 1 406 millimeter. Den regnigaste månaden är mars, med i genomsnitt 295 mm nederbörd, och den torraste är september, med 22 mm nederbörd.